# Rally de Cerdeña de 2018
El Rally de Cerdeña de 2018, oficialmente 15º Rally d'Italia Sardegna, fue la decimoquinta edición y la séptima ronda de la temporada 2018 del Campeonato Mundial de Rally. Se celebró del 7 al 10 de junio y contó con un itinerario de 20 tramos sobre tierra que sumaron un total de 314,36 km cronometrados. Fue también la séptima ronda de los campeonatos WRC 2 y WRC 3.

## Lista de inscritos
| Pilotos principales             | Pilotos principales | Pilotos principales   | Pilotos principales   | Pilotos principales         | Pilotos principales |
| Num.                            | Piloto              | Copiloto              | Coche                 | Equipo                      | Neumático           |
| ------------------------------- | ------------------- | --------------------- | --------------------- | --------------------------- | ------------------- |
| 1                               | Sébastien Ogier     | Julien Ingrassia      | Ford Fiesta WRC       | M-Sport Ford WRT            | M                   |
| 2                               | Elfyn Evans         | Daniel Barritt        | Ford Fiesta WRC       | M-Sport Ford WRT            | M                   |
| 3                               | Teemu Suninen       | Mikko Markkula        | Ford Fiesta WRC       | M-Sport Ford WRT            | M                   |
| 4                               | Andreas Mikkelsen   | Anders Jæger          | Hyundai i20 Coupe WRC | Hyundai Shell Mobis WRT     | M                   |
| 5                               | Thierry Neuville    | Nicolas Gilsoul       | Hyundai i20 Coupe WRC | Hyundai Shell Mobis WRT     | M                   |
| 6                               | Hayden Paddon       | Sebastian Marshall    | Hyundai i20 Coupe WRC | Hyundai Shell Mobis WRT     | M                   |
| 7                               | Jari-Matti Latvala  | Miikka Anttila        | Toyota Yaris WRC      | Toyota Gazoo Racing WRT     | M                   |
| 8                               | Ott Tänak           | Martin Järveoja       | Toyota Yaris WRC      | Toyota Gazoo Racing WRT     | M                   |
| 9                               | Esapekka Lappi      | Janne Ferm            | Toyota Yaris WRC      | Toyota Gazoo Racing WRT     | M                   |
| 11                              | Craig Breen         | Scott Martin          | Citroën C3 WRC        | Citroën Total Abu Dhabi WRT | M                   |
| 12                              | Mads Østberg        | Torstein Eriksen      | Citroën C3 WRC        | Citroën Total Abu Dhabi WRT | M                   |
| 21                              | Martin Prokop       | Jan Tománek           | Ford Fiesta RS WRC    | MP-Sports                   | DM                  |
| 22                              | Yazeed Al Rajhi     | Michael Orr           | Ford Fiesta RS WRC    | Yazeed Racing               | M                   |
| 23                              | "Piano"             | Jean-François Pergola | Ford Fiesta RS WRC    | "Piano"                     | DM                  |
| 24                              | Cyrille Feraud      | Aymeric Duschemin     | Citroën DS3 WRC       | Cyrille Feraud              | DM                  |
| Fuente: rallyitaliasardegna.com |                     |                       |                       |                             |                     |

## Resultados

### Itinerario
| Día              | Tramo | Nombre                      | Distancia | Ganador de la etapa | Coche                 | Tiempo  | Líder de la general |
| ---------------- | ----- | --------------------------- | --------- | ------------------- | --------------------- | ------- | ------------------- |
| Día 1 (7 junio)  | SS1   | Ittiri Arena Show           | 2.00 km   | Sébastien Ogier     | Ford Fiesta WRC       | 2:02.7  | Sébastien Ogier     |
| Día 2 (8 junio)  | SS2   | Tula 1                      | 22.12 km  | Andreas Mikkelsen   | Hyundai i20 Coupe WRC | 18:28.1 | Andreas Mikkelsen   |
| Día 2 (8 junio)  | SS3   | Castelsardo 1               | 14.37 km  | Andreas Mikkelsen   | Hyundai i20 Coupe WRC | 10:43.3 | Andreas Mikkelsen   |
| Día 2 (8 junio)  | SS4   | Tergu - Osilo 1             | 14.14 km  | Ott Tänak           | Toyota Yaris WRC      | 8:58.4  | Andreas Mikkelsen   |
| Día 2 (8 junio)  | SS5   | Monte Baranta 1             | 11.46 km  | Thierry Neuville    | Hyundai i20 Coupe WRC | 8:12.8  | Andreas Mikkelsen   |
| Día 2 (8 junio)  | SS6   | Tula 2                      | 22.12 km  | Sébastien Ogier     | Ford Fiesta WRC       | 19:24.0 | Sébastien Ogier     |
| Día 2 (8 junio)  | SS7   | Castelsardo 2               | 14.37 km  | Teemu Suninen       | Ford Fiesta WRC       | 10:34.8 | Sébastien Ogier     |
| Día 2 (8 junio)  | SS8   | Tergu - Osilo 2             | 14.14 km  | Thierry Neuville    | Hyundai i20 Coupe WRC | 8:53.5  | Sébastien Ogier     |
| Día 2 (8 junio)  | SS9   | Monte Baranta 2             | 11.46 km  | Jari-Matti Latvala  | Toyota Yaris WRC      | 8:07.2  | Sébastien Ogier     |
| Día 3 (9 junio)  | SS10  | Coiluna - Loelle 1          | 14.95 km  | Ott Tänak           | Toyota Yaris WRC      | 7:51.4  | Sébastien Ogier     |
| Día 3 (9 junio)  | SS11  | Monti di Alà 1              | 28.52 km  | Sébastien Ogier     | Ford Fiesta WRC       | 16:38.9 | Sébastien Ogier     |
| Día 3 (9 junio)  | SS12  | Monte Lerno 1               | 28.89 km  | Thierry Neuville    | Hyundai i20 Coupe WRC | 17:59.1 | Sébastien Ogier     |
| Día 3 (9 junio)  | SS13  | Citta' Di Ittiri - Coros    | 1.42 km   | Esapekka Lappi      | Toyota Yaris WRC      | 1:29.0  | Sébastien Ogier     |
| Día 3 (9 junio)  | SS14  | Coiluna - Loelle 2          | 14.95 km  | Sébastien Ogier     | Ford Fiesta WRC       | 7:42.8  | Sébastien Ogier     |
| Día 3 (9 junio)  | SS15  | Monti di Alà 2              | 28.52 km  | Thierry Neuville    | Hyundai i20 Coupe WRC | 16:27.3 | Sébastien Ogier     |
| Día 3 (9 junio)  | SS16  | Monte Lerno 2               | 28.89 km  | Thierry Neuville    | Hyundai i20 Coupe WRC | 17:49.1 | Sébastien Ogier     |
| Día 4 (10 junio) | SS17  | Cala Flumini 1              | 14.06 km  | Thierry Neuville    | Hyundai i20 Coupe WRC | 8:40.7  | Sébastien Ogier     |
| Día 4 (10 junio) | SS18  | Sassari - Argentiera 1      | 6.96 km   | Thierry Neuville    | Hyundai i20 Coupe WRC | 4:55.4  | Sébastien Ogier     |
| Día 4 (10 junio) | SS19  | Cala Flumini 2              | 14.06 km  | Thierry Neuville    | Hyundai i20 Coupe WRC | 8:28.9  | Sébastien Ogier     |
| Día 4 (10 junio) | SS20  | Sassari - Argentiera 2 (PS) | 6.96 km   | Thierry Neuville    | Hyundai i20 Coupe WRC | 4:52.9  | Thierry Neuville    |
| Fuente: wrc.com  |       |                             |           |                     |                       |         |                     |

### Power stage
El power stage fue una etapa de 6.96 km al final del rally. Se otorgaron puntos adicionales del Campeonato Mundial a los cinco más rápidos.